# Liste der Naturdenkmale in Hohenfels (bei Stockach)
| Naturdenkmale | Anzahl |
| ------------- | ------ |
| FND           | 2      |
| END           | 2      |
| Gesamt        | 4      |

Die Liste der Naturdenkmale in Hohenfels nennt die verordneten Naturdenkmale (ND) der im baden-württembergischen Landkreis Konstanz liegenden Gemeinde Hohenfels. In Hohenfels gibt es insgesamt vier als Naturdenkmal geschützte Objekte, davon zwei flächenhafte Naturdenkmale (FND) und zwei Einzelgebilde-Naturdenkmale (END).
Stand: 31. Oktober 2016.

## Flächenhafte Naturdenkmale (FND)
| Name                         | Bild | Kennung     | Einzelheiten | Position | Fläche Hektar | Datum         |
| ---------------------------- | ---- | ----------- | ------------ | -------- | ------------- | ------------- |
| Birkenallee                  |      | 83350960001 | Hohenfels    | ???      | 2,7           |               |
| Ehemalige Kiesgrube Bischoff | BW   | 83350960002 | Hohenfels    | ⊙        | 3,2           | 29. Sep. 1986 |
| Legende für Naturdenkmal     |      |             |              |          |               |               |

## Einzelgebilde (END)
| Name                     | Bild | Kennung     | Einzelheiten | Position | Fläche Hektar | Datum        |
| ------------------------ | ---- | ----------- | ------------ | -------- | ------------- | ------------ |
| Birkenallee              | BW   | 83350960003 | Hohenfels    | ⊙        | 0,0           |              |
| 1 Walnuss                | BW   | 83350960004 | Hohenfels    | ⊙        | 0,0           | 20. Mai 1987 |
| Legende für Naturdenkmal |      |             |              |          |               |              |